# Rui Modesto
Rui Modesto, né le 7 octobre 1999 à Vendas Novas au Portugal, est un footballeur international angolais qui évolue au poste d'ailier droit à l'Udinese Calcio.

## Biographie

### En club
Né à Vendas Novas au Portugal, Rui Modesto est notamment formé par le Estrela de Vendas Novas (en) et le Vitória Setúbal. Il rejoint en 2020 la Finlande afin de s'engager en faveur du FC Honka. Le 15 octobre 2020, il joue son premier match en professionnel avec ce club, à l'occasion d'une rencontre de championnat face au IFK Mariehamn. Il entre en jeu et son équipe s'impose par un but à zéro.
En janvier 2023, Rui Modesto prend la direction de la Suède en signant avec l'AIK Solna. Le transfert est annoncé dès le 28 novembre 2022, et il signe un contrat courant jusqu'en décembre 2025,.
Le 1er juillet 2023, Modesto se fait remarquer en réalisant son premier doublé pour l'AIK, lors d'une rencontre de championnat face à l'IF Brommapojkarna. Titulaire, il donne la victoire à son équipe (0-2 score final),.
Le 30 août 2024, l'AIK a conclu un accord avec le club italien Udinese Calcio pour le transfert immédiat de Modesto. Modesto a signé un contrat de 4 ans avec Udinese Calcio.

### En sélection
Il honore sa première sélection avec l'équipe nationale d'Angola le 12 septembre 2023, lors d'un match amical face à l'Iran. Il est titularisé au poste d'arrière droit et son équipe s'impose par quatre buts à zéro.